# Suprun
Suprun (en rus: Супрун) és un poble (un possiólok) de l'óblast de Rostov, a Rússia, que en el cens del 2010 tenia 601 habitants, pertany al municipi de Iúlovski. Suprun es troba a la vora del riu Mali Iegórlik, a 11 km a l'oest de Iúlovski.